# L'École des retrouvailles
L'École des retrouvailles est le 3e épisode de la Saison 2 de la deuxième série de la série télévisée britannique Doctor Who. Il a été diffusé pour la première fois le 29 avril 2006 sur BBC One. Alors qu'il explore une école dont les activités lui semblent anormales, le Docteur rencontre une de ses anciennes compagnes, Sarah Jane Smith, comme lui intriguée par cet établissement, et son chien robot K-9. Ensemble, ils découvrent qu'une espèce extra-terrestre, les Krillitanes, cherchent à prendre le contrôle de l'univers.
L'idée de faire revenir un ancien compagnon du Docteur date du projet de relance de la série en 2003. Sarah Jane Smith a accompagné le 3e et le 4e Docteur entre 1973 et 1976, et K-9 quant à lui est apparu en 1979. À la suite de cet épisode, la BBC a proposé à Elisabeth Sladen le rôle principal du spin-off The Sarah Jane Adventures. Globalement, l'épisode a reçu un accueil positif de la part des critiques et du public.

## Accroche
De retour à notre époque, le Docteur a le plaisir de retrouver deux anciens compagnons de voyage, la journaliste Sarah Jane Smith et le cyber chien K-9. Avec l'aide de Mickey, ils enquêtent sur une mystérieuse école dirigée d'une main de fer par le non moins énigmatique M. Finch.

## Distribution
- David Tennant : Le Docteur
- Billie Piper : Rose Tyler
- Noel Clarke : Mickey Smith
- Elisabeth Sladen - Sarah Jane Smith
- Anthony Head – M. Finch
- Rod Arthur – M. Parsons
- Eugene Washington – M. Wagner
- Heather Cameron – Nina
- Joe Pickley – Kenny
- Benjamin Smith – Luke
- Clem Tibber – Milo
- Lucinda Dryzek – Melissa
- Caroline Berry – Dinner Lady
- John Leeson – Voix de K-9

## Résumé
Le Docteur est employé comme professeur et Rose comme préposée de cantine dans une école, en raison d'OVNI aperçus dans le secteur. Le Docteur apprend rapidement que la moitié du personnel de l'école a été remplacée à la suite de l'arrivée du principal, M. Finch, et remarque également que les connaissances des élèves sont beaucoup trop élevés pour de simples humains. De plus, le nouveau personnel se comporte bizarrement, notamment avec certains élèves, ainsi qu'envers une employée de la cantine qui a été sévèrement brûlée par une huile étrange...
La journaliste Sarah Jane Smith intègre également l'école pour faire un reportage, au grand plaisir du Docteur. Elle ne le reconnait cependant pas, le Docteur s'étant régénéré, jusqu'à ce qu'elle découvre le TARDIS. Lorsqu'elle comprend qu'elle n'est pas la première compagne du Docteur, Rose se montre froide envers Sarah Jane, mais elles se rapprochent lorsqu'elles se moquent de certaines manies du Docteur. Rose reproche au Docteur de ne pas lui avoir dit qu'elle n'était pas sa première compagne, mais celui-ci lui explique avec émotion que, même si Rose pouvait passer le reste de ses jours avec lui, lui ne pourrait jamais passer le reste de ses jours avec elle...
La nuit, le Docteur, Rose, Sarah Jane et Mickey voient leurs doutes confirmés lorsqu'ils trouvent treize chauve-souris géantes en train de dormir dans le bureau du principal. Plus tard, le cyber chien K-9, qu'avait gardé Sarah Jane, révèle que l'huile trouvée à la cantine de l'école correspond aux Krilitanes, un amalgame de races conquises par ces derniers et dont ils adoptent l'apparence.
Le lendemain, le Docteur découvre que les Krilitanes se servent des enfants pour hacker le « Skasis Paradigm », la théorie du tout, grâce à l'huile contenue dans les frites de la cantine qui leur donne leurs pouvoirs d'apprentissage. Le Docteur parvient à les neutraliser grâce à K-9, qui fait exploser un bidon d'huile, toxique pour les Krilitanes, entraînant également sa propre destruction ainsi que celle de l'école.
Le Docteur, se sentant coupable d'avoir abandonné Sarah Jane, lui propose de l'accompagner, ainsi que Rose, dans leurs voyages. Bien que Sarah Jane refuse la proposition afin de vivre sa vie, Mickey demande la permission de prendre sa place. Le Docteur accepte, bien que Rose ne semble pas du tout emballée par la situation. Après le départ du TARDIS, Sarah Jane découvre avec joie que le Docteur lui a laissé un K-9, tout nouveau modèle.

### Continuité
- L'épisode marque la première réapparition de Sarah Jane Smith et de K-9 dans la série depuis « The Five Doctors ».
- Une blague datant d'il y a trente ans est résolue dans cet épisode : À la fin de « The Hand of Fear » le Docteur a laissé Sarah Jane à Aberdeen au lieu de la ramener chez elle.
- Lorsque Rose et Sarah Jane se battent pour savoir laquelle des deux a vécu le plus d'aventures avec le Docteur, les événements d'anciens épisodes sont cités. Sarah parle de sa rencontre avec les Daleks (« La Genèse des Daleks » et « Death to the Daleks »), de nombreux robots (« Robot », « The Sontaran Experiment », « La Revanche des Cybernators », « The Android Invasion », « The Five Doctors »), les monstres d'antimatière (« Planet of Evil »), les momies (« Pyramids of Mars »), les dinosaures (« Invasion of the Dinosaurs ») et le Monstre du Loch Ness (« La Terreur des Zygons »). De son côté Rose parle des fantômes (« Des morts inassouvis »), des Slitheens de Downing Street (« L'Humanité en péril/Troisième Guerre mondiale »), de l'empereur des Daleks (« À la croisée des chemins »), des zombies avec des masques à gaz (« Drôle de mort/Le Docteur danse ») et du loup garou (« Un loup-garou royal »).
- C'est évidemment à la suite de cet épisode que l'idée de la série spin-off The Sarah Jane Adventures germe dans la tête des producteurs.
- Mickey devient officiellement un compagnon de voyage du Docteur à partir de cet épisode.

## Production

### Écriture
Dès 2003 dans les documents de travail de la série, l'idée de ramener le chien robot K-9 extrêmement populaire entre 1977 et 1981 fut évoquée. Il fut même à l'origine d'un spin-off avorté, K-9 and Company. L'idée fut aussi de ramener un ancien compagnon de la première série le temps d'un épisode. Le choix se porta sur Sarah Jane Smith, l'un des compagnons les plus populaires, jouée par Elisabeth Sladen de 1973 à 1976. Prévu pour la première saison, cet épisode fut repoussé à la deuxième.
Lorsqu'elle fut contactée en 2005 pour jouer dans la série, Sladen eut peur que son personnage ne serve qu'à un rapide caméo le temps d'un épisode et fut rassurée par le showrunner Russell T Davies et le producteur Phil Collinson : son personnage serait central dans le récit et que l'histoire allait porter sur le sentiment d'abandon de Sarah Jane. L'épisode intitulé "Old Friends" (« vieux amis ») est confié à Toby Whithouse, le créateur de la série No Angels.
À l'origine, Whithouse écrivit un scénario qui impliquait une infiltration d'aliens dans un petit village non loin d'une base militaire. Davies aimait bien l'idée mais trouvait que la base militaire offrirait bien trop de problèmes d'écriture, et propose de situer l'invasion dans un collège, une idée qu'il avait enfant. Il s'inspire aussi d'un scandale au sujet des cantines dévoilé par le documentaire Jamie's School Dinners et demande à Whithouse d'insérer Mickey dans l'histoire afin d'en faire un compagnon du TARDIS.
L'épisode trouve son titre final de "School Reunion" ("Réunion scolaire") et quelques changements sont faits en changeant le nom d'Hector Finch en Lucas Finch car un professeur portait déjà ce nom ou en changeant les Krillians en Krilitanes car le nom était déjà soumis à un copyright. Leur apparence change beaucoup dans le processus de production pour en faire des sortes de harpies.
L'épisode fait apparaître la quatrième version de K-9, à la base dessinée par son créateur Bob Baker pour un spin-off en dessin animé.

### Casting
- En guest star, l'épisode engagea Anthony Stewart Head (dans le rôle de M. Finch), acteur britannique mondialement connu pour avoir joué dans les séries Buffy contre les vampires et Merlin.
- John Leeson revint pour faire la voix de K-9, un rôle qu'il tient depuis les années 1970.

### Tournage
Cet épisode fut tourné lors du premier bloc de tournage de la Saison 2 en même temps que « L'Invasion de Noël » et « Une nouvelle Terre ». Le réalisateur engagé pour ces épisodes fut James Hawes, qui avait déjà filmé les épisodes « Drôle de mort/Le Docteur danse ».
Il fut décidé de tourner l'épisode dans deux lycées différents durant l'été. Le premier fut le Fitzalan High School à Cardiff pour un tournage de 23 au 24 août 2005. Cependant, à ce moment-là, l'accessoire devant servir à jouer K-9 tombe en panne et a des difficultés sur les différentes surfaces. C'est à cet endroit qu'est tournée la scène de confrontation entre le Docteur et Finch près de la piscine, la découverte du TARDIS par Sarah Jane et les scènes dans la cour de récréation et à la cafétéria.
La deuxième partie du tournage se déroula à Duffryn High School du 25 août au 2 septembre. Beaucoup d'enfants de l'école servent de figurants à l'épisode. Afin de créer la scène où Sarah Jane et Rose explosent de rire, l'acteur David Tennant s'était fait une fausse moustache au feutre afin de provoquer leur réaction. Le tournage prit plus de temps que prévu, et la scène où Mickey doit rentrer dans la porte en voiture ayant révélé des traces d'amiante dans la structure de Duffryn, le tournage dut être ajourné. Une journée supplémentaire à Duffryn fut obtenue le 6 septembre.
Le 7 septembre eut lieu le tournage des scènes dans les différents lieux de Cardiff comme la scène entre le Docteur et Sarah Jane (au parc de Belle View Park) et la scène au café (Da Vinci's Coffee Shop). Le 8 septembre, la scène à l'extérieur du café prit plus de temps que prévu à cause d'un groupe de gens ivres sur les lieux du tournage. Les scènes à l'intérieur du TARDIS furent tournées au studio Unit Q2, studio principal de la série, et les plans de maquettes furent tournées au BBC Model Unit de Londres. Après ce tournage, le lieu fut fermé par la BBC.
La scène où Mickey est au cyber-café fut tournée à Unit Q2 le 8 octobre.

### Post-production
De nombreuses scènes furent supprimées ou remplacées par des explications en voix off, notamment celles mettant en scène les enfants, celle où Milo, l'élève surdoué du Docteur, s'effondre, celle où les Krillitanes se nourrissent des rats congelés, et celle où Kenny déduit que les Krillitanes sont sensibles aux sonorités de l'alarme de l'école.

## TARDISode
Durant la Saison 2, les épisodes de Doctor Who étaient accompagnés de « TARDISodes », mini-épisodes d'environ 60 secondes disponibles sur le net ou via téléphone portable. N'ayant pas rencontré le succès escompté, ils ont été arrêtés à la fin de la Saison 2. Ils furent scénarisés par Gareth Roberts. Le TARDISode de cet épisode montre Mickey appelant Rose pour lui expliquer que de mystérieux événements semblent arriver au collège de Deffry Vales. Il fut filmé le 31 janvier 2006 dans les studios Enfys de Cardiff.

## Diffusion et réception
Lors de sa première diffusion le 29 avril 2006 sur BBC One, l'épisode a rassemblé 8,3 millions de téléspectateurs et reçu un index d'appréciation de 85.
À la suite du succès critique et public de cet épisode, l'idée de la série spin-off The Sarah Jane Adventures se met en place et est annoncée officiellement le 14 septembre 2006.

### Critiques
Jacob Clifton du site TV without Pity donne à cet épisode la note de A+ et rigole du fait que le Docteur soit professeur de physique (rôle qu'occupait Ian Chesterton dans les épisodes des années 1960). Le critique du site IGN, Ahsan Haque, donne la note de 8,7 sur 10 à l'épisode, expliquant qu'il s'agit d'un grand moment de caractérisation des personnages avec « des effets spéciaux géniaux » et explique que la forme de l'histoire fait un peu oublier l'intrigue « à la Scooby-Doo ».
L'épisode fut nommé en 2007 pour un prix Hugo dans la catégorie Best Dramatic Presentation, Short Form mais le prix revint à l'épisode suivant « La Cheminée des temps. »